# 舊埃利扎韋季夫卡
47°8′36″N 30°23′15″E / 47.14333°N 30.38750°E
舊葉利扎韋蒂夫卡（烏克蘭語：Стара Єлизаветівка）是位於烏克蘭西南部的村莊，由敖德萨州贝雷济夫卡区的茲納姆揚卡市鎮負責管轄。該村始建於1897年，面積1.15平方公里，海拔高度38米，2001年人口311，人口密度每平方公里270.43人。